# 1999 XF29
1999 XF29 är en asteroid i huvudbältet som upptäcktes den 6 december 1999 av LINEAR i Socorro County, New Mexico.
Asteroiden har en diameter på ungefär 6 kilometer.